# پروتون پرسونا (سی‌ام)
پروتون پرسونا (انگلیسی: Proton Persona) خودرویی است که توسط پروتون هولدینگ در سال‌های ۲۰۰۷ تا ۲۰۱۶ تولید شده‌است. طراحی آن خودروهای موتور جلو-محور جلو بوده طول آن در حالت طبیعی ۱۸۰٫۵ اینچ (۴٬۵۸۵ میلیمتر) است.